# 웨스트버지니아주
웨스트버지니아주(영어: State of West Virginia)는 미국의 주다. 남북 전쟁 기간 중에 버지니아주에서 분리되어 만들어졌다.
웨스트버지니아주는 북쪽으로 펜실베이니아주, 북서쪽으로 오하이오주, 서쪽으로 켄터키주, 남쪽으로 버지니아주, 북동쪽으로 메릴랜드주와 접하고 있으며, 오하이오주와 포토맥 강을 경계로 하고 있다. 주 전체가 애팔래치아산맥의 산악 지형으로 이루어져 있다.

## 역사

### 원주민 시대
대략 14,000년 이전 초기 사냥꾼들로 알려진 웨스트버지니아의 첫 원주민이 도착하였다. 그들은 큰 게임의 유목 사냥꾼들이었다. 기원전 1000년에서 기원후 1700년 사이 존재한 산림지 원주민 사회는 마운드 빌더스를 포함한다. 마운드 빌더스는 오하이오 강과 카나화 강 유역에 수백 개 흙무더기를 지었다.
웨스트버지니아 원주민 인구는 대략 기원후 1000년에서 1500년대를 통하여 가장 높았다. 인구는 1600년대에 쇠퇴하기 시작하였다. 많은 원주민은 이로쿼이 족, 체로키 족과 쇼니 족에 관련된 종족 사이 전쟁이 일어나는 동안에 죽거나 쫓겨났다. 천연두 전염과 다른 병으로 말미암아 많은 원주민이 죽었다. 1700년대 백인 정착자들이 도착하면서 원주민 인구는 급격히 감소하였다.

### 백인의 정착
웨스트버지니아가 된 지역은 버지니아 식민지의 일부를 형성하였다. 잉글랜드의 제임스 1세는 1606년 비지니스 단체인 런던의 버지니아 회사에 그 식민지를 승인하였다. 1700년대에 현재의 웨스트버지니아에 백인의 정착이 시작되었다. 1717년 만큼 이른 시기에 셰퍼즈타운에 백인 정착지가 존재하였을 것이다. 그곳은 1727년 펜실베이니아에서 건너온 독일인들이 정착한 것으로 알려졌다. 그들은 자신들의 정착지를 뉴메클렌버그라고 불렀다. 웨스트버지니아의 초기 정착자들 중의 하나는 대략 1731년에 벙커힐에 도착한 모건 모란이었다. 다른 정착지들은 특히 독일인과 현재의 북아일랜드에서 건너온 스코틀랜드-아일랜드 출신 이민자들에 의하여 곧 창립되었다. 개척자들의 대부분은 이스턴 팬핸들과 그린브리어 강 유역과 모논가헬라 강 상부에 정착한 농부들이었다. 1742년 탐험가 존 피터 샐링과 존 하워드가 웨스트버지니아의 거대한 석탄 보존 지역들을 발견하였다.
인디언들은 가끔 자신들의 사냥지들을 차지한 정착자들을 공격하였다. 1750년대와 1760년대 초반 동안에 그들은 웨스트버지니아의 정착지들의 대부분을 파괴시켰다. 인디언들을 만족시키는 데 희망으로 영국의 조지 3세는 1763년 포고를 내렸다. 이 법률은 인디언들과 조약을 이룰 때까지 앨러게니산맥 서부에 정착지들을 금하였다. 1768년과 1770년에 체결된 조약들 아래에서 체로키족과 이로쿼이족은 앨러게니산맥과 오하이오강 사이에 있는 자신들의 대지들의 주장을 포기하였다. 정착자들은 그 지역으로 쏟아져 들어왔으나 쇼니족과 그들의 제휴들은 대지에 자신들의 주장들이 무시된 것으로 믿고 정착자들을 공격하였다. 이 충돌은 1774년 던모어 경의 전쟁으로 이끌었다. 전쟁의 단 하나의 주요 전투는 인디언들이 패한 포인트플레전트에서 벌어졌다.
미국 독립 전쟁이 일어나기 전에 대지의 투기자들은 밴덜리아라 불리는 새로운 식민지를 설립하려고 하였다. 포인트플레전트를 수도로서 함께 식민지는 현재 앨러게니산맥 서부의 웨스트버지니아의 대부분, 펜실베이니아의 남서부와 켄터키의 동부를 포함하였다. 독립 전쟁은 이 계획들을 파괴하였다. 아직도 웨스트버지니아를 포함하던 버지니아 식민지는 1788년 버지니아주가 되었다.
1777년과 1782년 사이에 독립 전쟁이 일어나는 동안 웨스트버지니아의 정착자들은 자주 일어나는 인디언들의 급슥들을 향하였다. 보호를 위하여 정착자들은 휠링에 있는 포트헨리와 포인트플레전트에 있는 포트랜돌프를 포함한 방어 지역들에 의지하였다.

### 초기의 산업
1794년 피터 타어는 웨어턴 근처에 앨러게니산맥의 서부에서 첫 철강 아궁이를 지었다. 1808년 경에 새뮤얼 잭슨은 치트 강에 있는 아이스페리에 철공소를 건설하였다. 미영 전쟁이 일어나는 동안에 타어는 1813년 이리호에서 영국군에 승리를 거둔 올리버 해저드 페리에 의하여 쓰여진 포탄을 공급하였다. 잭슨의 철공은 페리의 배를 만드는 데 쓰인 못을 공급하였다. 전쟁이 일어나기 전에 웨스트버지니아 주민들은 영국으로부터 제조품들의 수입에 육중하게 의지하였다. 전쟁은 영국과 무역을 끊고 손해에 벌충하는 데 제조업이 웨스트버지니아에서 늘어났다. 휠링은 1800년대 초반에 중요한 산업의 중심지가 되었다.
풍부한 자연적 자원들은 산업의 발전에 추가되었다. 카나화 강 유역의 소금 생산은 1800년대 초반에 그 지역을 국가에서 소금을 만드는 중심지들 중의 하나로 만들었다. 탄광들은 소금 생산과 철강 제조업을 위한 연료를 공급하였다. 1841년 윌리엄 톰킨스는 성공적으로 자신의 소금 아궁이에 연료로서 천연가스를 이용하였다.

### 구분의 투쟁

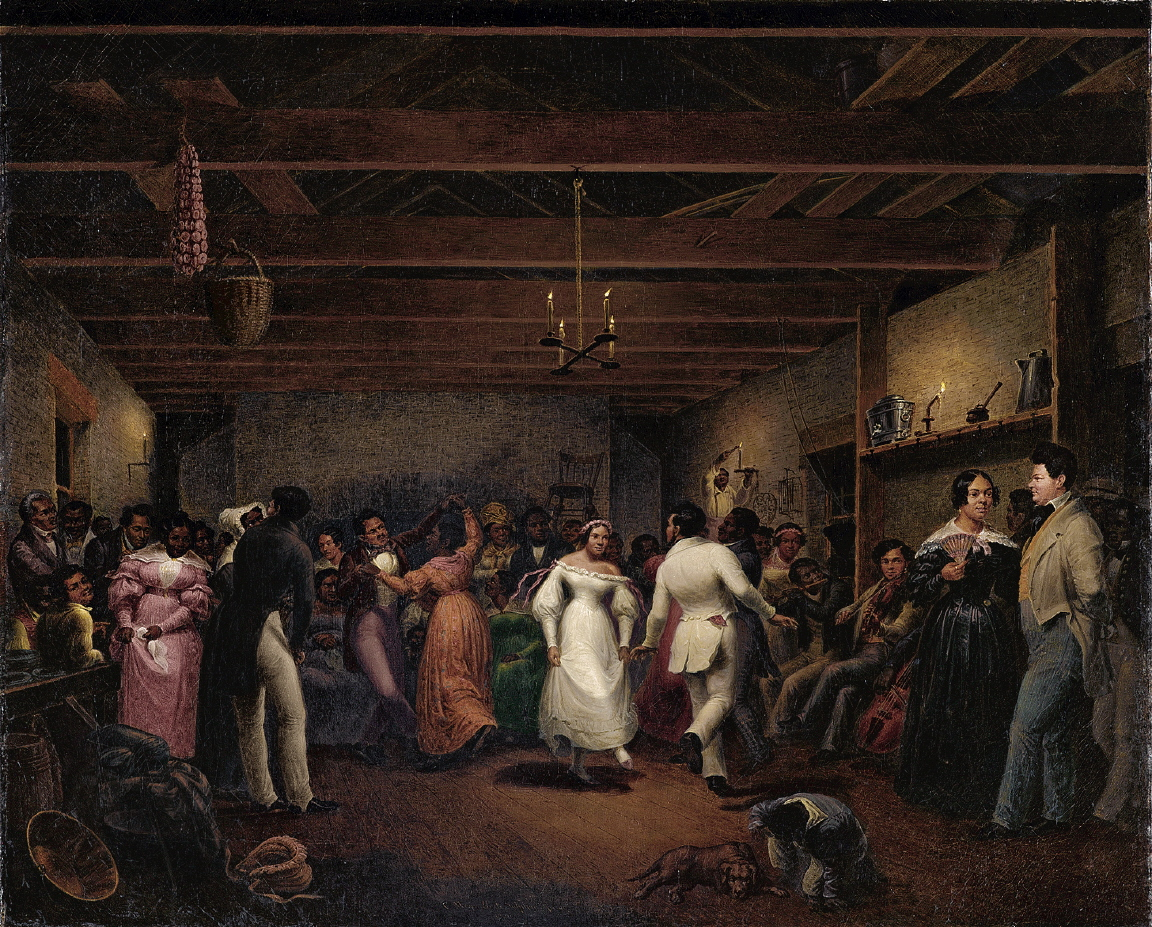
노예들의 결혼식

1800년대 초반 동안에 심각한 어려움들이 버지니아의 동부와 서부 사이에 나타났다. 동부 버지니아는 노예 노동에 의한 큰 담배 재배의 지방이었다. 대조로 작은 자급 자족할 수 있는 가족 농장들은 서부 버지니아의 대부분에 상세히 표시하였다. 경작자들과 농부들의 이익들은 가끔 논쟁을 일으켰다. 동부으 경작자들은 주 정부를 통치하고 그것을 자신들의 장점을 위하여 이용하였다. 서부 버지니아 주민들은 과세, 투표 요구와 입법적 대표 같은 주의 정책들에 대항하였다.
서부의 요구들은 2개의 중요한 집회들을 헌법적 변화들을 숙고하는 데 이끌어졌다. 1829년과 1830년에 열린 집회에서 동부의 사절단들은 헌법에서 주요 변화들을 봉쇄하였다. 어떤 서부의 지도자들은 버지니아 주로부터 서부의 카운티들을 갈라지게 하는 데 요청하였다. 1850년과 1851년의 개혁 집회는 정치적 개혁을 위한 서부의 요구들의 대부분을 승인하였다. 그러나 더 많은 세금 부담을 서부로 옮기고 몇몇의 경제적 근심들을 다루는 데 실패하였다. 1852년 서부에서 해리슨 카운티의 거주민 조지프 존슨은 처음으로 인기있게 선출된 버지니아 주지사가 되었다. 그럼에도 버지니아 서부에 심각한 불만이 지속되었다.

### 남북 전쟁과 주 지위

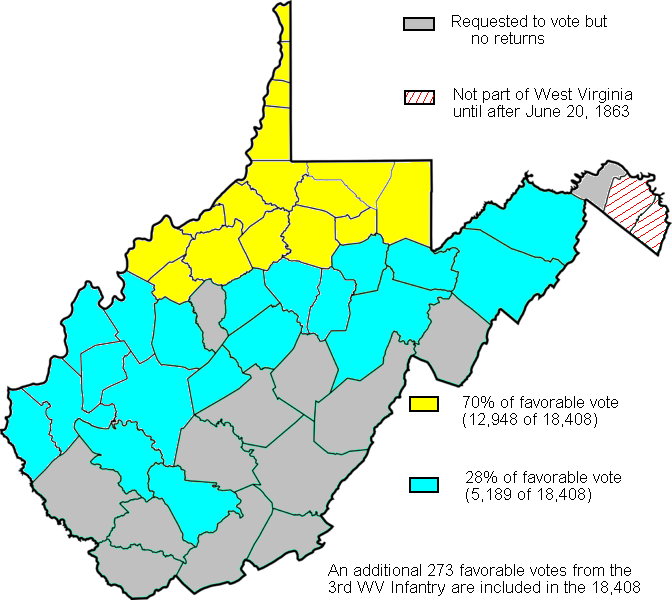
웨스트버지니아의 주로 승격을 위한 투표를 보여주는 지도

노예 제도의 의문이 더욱 동부와 서부의 버지니아 주민들을 나누었다. 1847년 두드러진 카나화 강 유역의 노예 가족 일원에 의하여 쓰여진 러프너 팜플렛은 블루리지산맥 서부에서 노예 제도를 끝내는 요청을 하였다. 노예 제도에 논쟁이 1859년 절정에 도달하였다. 그해 존 브라운과 그의 부하들이 노예 제도에 대항하는 데 하퍼스 페리의 군수 공장을 포획하였다.
1861년 4월 12일 남북 전쟁이 시작되었다. 4월 17일 버지니아 분리 집회가 합중국에서 탈퇴하여 아메리카맹방에 가입하는 투표를 하였다. 오늘날 웨스트버지니아 주에서 온 사절단들의 대부분은 분리를 반대하였다. 서부 버지니아 주민들은 5월과 6월에 휠링에서 집회를 열었다. 집회는 휠링을 수도로 하는 버지니아의 재결성 정부를 세웠다. 재결성된 정부는 남북 전쟁 동안에 북부를 성원하였다.
1861년 8월 서부 버지니아 주민들은 버지니아 주에서 떨어져 카나화로 알려지는 새로운 주를 창조하는 진행을 시작하였다. 헌법적 집회가 11월부터 1862년 2월까지 열려 웨스트버지니아로 이름을 바꾸는 새로운 주를 위한 헌법을 썼다. 미국 의회와 에이브러햄 링컨 대통령으로부터 찬성을 받은 후, 웨스트버지니아는 1863년 6월 20일 35번째 주로서 합중국에 가입하였다.
웨스트버지니아가 합중국의 주였어도 북부와 남부 사이의 경계 지방에 위치한 이유로 충성을 갈라놓았다. 어떤 주민들은 남부에 호의를 가졌다. 전쟁에 종군한 웨스트버지니아 주민의 수는 정확히 모르나 북군에 종군한 수가 남군에 종군한 수를 큰 차이로 능가하였다. 주에서 온 가장 유명한 군인으로는 남군의 장군 스톤월 잭슨이었다.
632개의 남북 전쟁 군사 활동들이 웨스트버지니아 주에서 벌어졌다. 1861년 6월 3일에 벌어진 필리피 전투가 어쩌다 전쟁의 첫 대지 전투로 불리었다. 북군은 모논가헬라 강과 카나화 강 유역을 포획하였다. 1864년에 드루프 마운틴 전투에서 승리와 함께 북군은 웨스트버지니아 주의 대부분의 통치를 얻었다.
1865년 전쟁이 끝났다. 이듬해 급진파 공화당 행정부가 대략 15,000명이나 되는 남부를 성원한 웨스트버지니아 주민들의 정치적 권력을 가져갔다.
1870년 민주당원들이 주의 지사직과 입법부에서 대부분의 좌석을 이겼다. 그들은 급진파 공화당원들이 가져간 저이적 권력들을 수복하였다. 그들은 1872년 투표인들이 찬성한 주의 현재 헌법을 쓰기도 하였다. 공화당 영토의 중심지였던 휠링은 초대 주도를 지냈다. 1870년 민주당원들의 승리에 이어 주도는 찰스턴으로 옮겨졌다. 1875년 휠링이 다시 주도가 되었으나 2년 후에 주민들은 찰스턴을 영구적 주도로 만드는 데 투표를 하였다. 찰스턴으로 다시 옮긴 때는 1885년이었다.

### 산업의 번창
웨스트버지니아 주가 합중국에 가입할 때에 대략 90 퍼센트의 주민들은 농부들이었다. 1800년대의 마지막 10년간에 주는 석탄, 목재, 석유, 천연가스와 다른 자원들에 기초를 둔 산업 혁명을 경험하였다. 주의 대부분으로 들어오는 철도들의 건설 이유로 새로운 산업들이 일부분에 발전하였다. 1900년으로 봐서 석탄은 주의 지도적인 산업이 되었다. 웨스트버지니아 주는 1800년대 후반과 1900년대 초반에 미국에서 최고의 석유 생산주들 중의 하나였다. 웨스트버지니아의 이즈라엘 C. 화이트는 세계에서 유명한 석유 지질학자가 되었다. 1906년부터 1924년까지 주는 천연가스 생산에서 나라를 이끌었다. 웨스트버지니아 주의 광대한 숲들은 대규모의 재목을 위한 나무를 마련하였다.
1900년대에 제조업이 확장되었다. 화학품, 유리와 철강과 다른 금속의 생산이 중요성을 얻었다. 휠링과 웨어턴은 철강과 제철업의 중심지들이 되었다. 화학 산업들은 카나화 강과 오하이오 강 유역에서 발전하였다. 카나화 강 유역은 세계에서 화학품의 중심지들 중의 하나로서 나타났다. 풍부한 실리카 모래, 천연 가스와 석회암의 현존은 유리 산업의 발전에 공헌하였다. 유리 공장 지대는 거의 여러 주요 타운에 운영되었다. 마이클 J. 오언스에 의하여 병을 만드는 기계와 다른 장치의 발명은 더욱 나가 주에서 유리 생산을 원조하였다. 1917년과 1918년에 미국의 제1차 세계 대전 참전은 전쟁 물자들을 생산하는 데 필요한 제조업을 발생시켰다.

### 노동의 발전

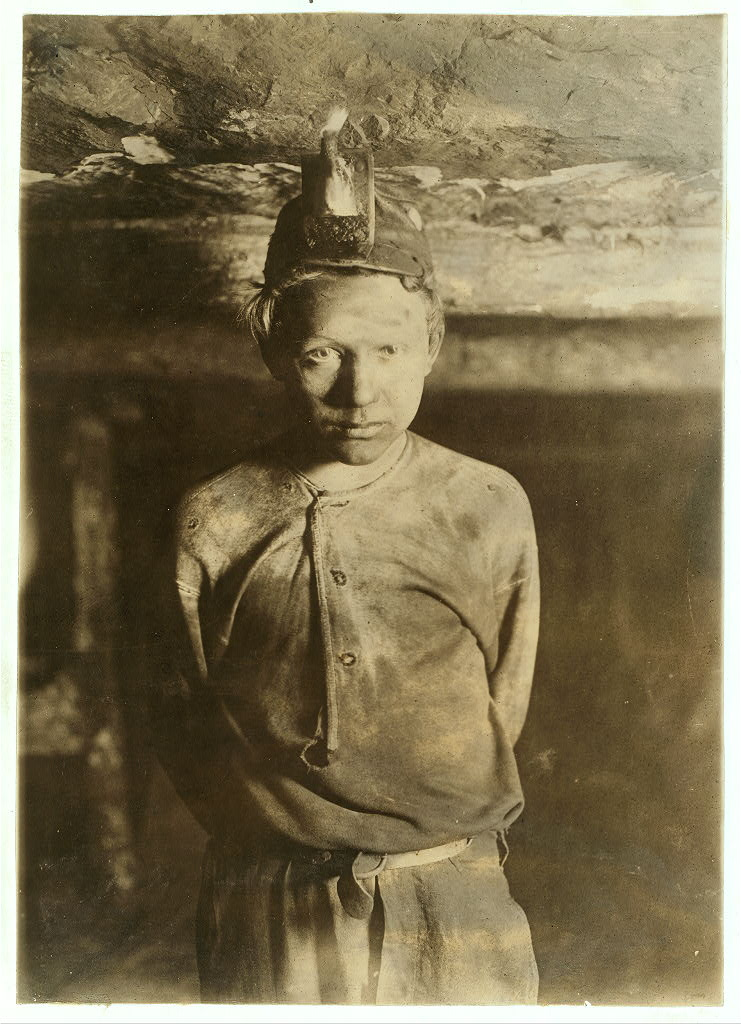
1908년 경의 탄광의 어린이 노동자

1800년대 후반과 1900년대 초반에 산업의 필요함이 이민의 큰 변동으로 이끌었다. 탄광 회사들은 유럽의 나라들, 특히 이탈리아, 헝가리와 폴란드에서 온 근로자들을 보충하였다. 카나화 강 유역의 유리 산업은 벨기에에서 온 숙련 근로자들을 끌어들였다. 아프리카계 미국인들이 주의 광산들에 일하러 남부의 주들을 떠났다.
임금, 근무 시간과 노동 상태에 관한 노동의 논쟁들은 공통적이 되고 어쩌다 폭력으로 이끌었다. 1877년 마틴스버그에서 시작된 철도 파업이 미국에서 처음으로 전국적으로 산업적 파업이 되었다. 노동력은 직업별 조합의 결성을 통하여 그 초기의 이득을 얻었다. 1903년에 결성된 웨스트버지니아 노동 연합은 1914년으로 봐서 270개의 직업별 조합을 포함하였다.
1880년대에 웨스트버지니아 주의 비조합 근로자들의 대부분은 탄광의 광부들이었다. 1897년 전미국 탄광부는 휠링에서 큰 집회를 열었다. 거기서 웨스트버지니아 주의 광부들을 결성하는 데 거의 성공이 없이 시도를 하였다. 탄광의 운영자들은 법원의 금지 명령, 광산의 경비들, 특별 경찰과 다른 방법들을 이용하면서 싸웠다. 1902년 메리 해리스 존스의 도움으로 전미국 탄광부는 카나화 강에서 광부들을 결성하였다.
1912년과 1913년 카나화 광산 운영자들이 계약을 새로하는 것을 거부할 때에 피엔트 크리크와 캐빈 크리크에 광부들이 파업에 들어갔다. 논쟁이 일어나는 동안에 머클로(현재의 갤러거)에서 12명의 광부들과 2명의 경비들이 사망하였다. 윌리엄 E. 글래스콕 주지사는 논쟁을 멈추기 위하여 2번이나 계엄령을 강요하였다. 1913년 헨리 D. 해트필드가 주지사가 된 후에 조합과 운영자들은 새로운 계약을 맺는 데 동의하였다. 계약은 9시간의 일하는 날과 근로자들을 결성하는 권리를 마련하였다.
노동적 불안이 1919년과 1921년 사이에 운영자들이 자신들의 광산들의 노동 조합화를 막으려 할 때에 로건과 밍고에서 일어났다. 카나화 강 유역에서 온 대략 5,000명의 광부들이 로건에서 행혈하는 데 준비하였다. 존 J. 콘월 주지사는 그들에게 돌아가는 설득을 하였다.
1920년 메이트원에서 광부들과 운연자들에 의하여 고용된 대리들 사이에 일어난 충돌이 7명의 회사 탐정들, 2명의 조합원들과 타운의 시장의 사망으로 이끌었다. 이 사건은 메트원의 대학살로 알려졌다. 1921년 8월 계속되는 폭력에 화가 난 대략 5,000명의 광부들이로건에서 열리는 행렬에 대항하기 위하여 마메트에서 모였다. 1,200명과 1,300명 사이의 주립 경찰, 보안관, 기갑 부대와 다른 이들이 블레어 마운틴에서 행렬인들을 멈추었다. 에프레임 모건 주지사의 요구로 2,100명의 연방군들이 거기에 보내졌다. 화학적 전쟁 부대, 폭탄병과 전투기를 포함한 연방군의 상항과 향하면서 광부들은 항복하였다. 후에 543명의 사람들이 기소되었다.
1921년 이후에 조합 일원이 날카롭게 떨어졌다. 하지만 1933년 연방 정부의 전국 산업 부흥법이 집합적으로 노동 조합이 매매할 수 있는 권리를 설립하였다. 와그너 법령으로 재편된 전국 산업 부흥법은 또한 최저 임금, 짧아진 근무일을 설립하고 일하는 상태를 향상시켰다.

### 변화의 시기
1930년대의 대공황이 웨스트버지니아 주와 미국의 나머지에 경제적 어려움을 가져왔다. 1941년 미국이 제2차 세계 대전에 들어간 후부터 1945년 전쟁이 끝날 때까지 주가 전쟁 노력을 위한 공급물을 마련하는 도움을 주면서 제조업이 붐을 일으켰다. 1950년대 동안에 웨스트버지니아 주는 경제적 변화의 시기에 들어갔다. 많은 산업들이 석탄을 전력을 쓰는 것에서 다른 에너지 자원을 쓰는 것으로 바꾸면서 석탄 생산이 쇠퇴하였다. 새로운 광업 기계들이 근로자들의 필요함을 줄였다. 1950년부터 1970년까지 인구는 13 퍼센트나 쇠퇴하였다.
웨스트버지니아 주의 엄격한 경제 문제가 1960년 민주당 대통령 초기 선거로 국네적 주의를 이끌었다. 민주당 후보 예선전에서 존 F. 케네디가 휴버트 H. 험프리를 꺾었다. 케네디의 훌륭한 승리는 후보를 위한 그의 성공적 입찰에서 전환기였다. 1961년부터 1969년까지 케네디와 그의 후계자 린든 B. 존슨의 행정부는 웨스트버지니아 주의 경제에 어떤 향상들을 가져온 경제적 프로그램들을 흥행하였다. 또한 1970년대 동안에 국제적 석유 부족과 높은 가격들이 석탄 산업을 원조하였다. 주의 인구는 10년간 대략 12 퍼센트나 증가하였다.

### 최근의 발전
1960년대와 1970년대의 경제적 상승은 1980년대 동안에 역전시키고 웨스트버지니아 주는 높은 실업률을 향하였다. 1980년과 1990년 사이에 인구는 대략 7.5 퍼센트나 쇠퇴하였다.
하지만, 1990년대는 경제적 발전의 어떤 징후를 가져왔다. 주의 재목 산업이 확장되고 관광업이 자라났다. 쇠퇴의 몇년 후에 석탄 생산이 늘어났다. 2000년대 초반에 석유 가격의 날카로운 증가는 석탄 산업을 증가적으로 경쟁하게 만들었다. 1990년대 후반의 시작에 몇몇의 일본의 회사들이 주에 제조 운영들을 가져왔다. 1990년부터 2000년까지 인구는 대략 1 퍼센트나 증가하였다.
웨스트버지니아 주의 로버트 C. 버드는 1988년부터 1995년까지 미국 상원 지출금 협회의 의장을 지냈다. 그 직위에서 그는 수백개의 직업들을 창조한 연반 프로젝트를 주가 이기는 데 도움을 주었다. 프로젝트들은 클락스버그에서 미국 연방 수사국의 지문 센터, 연방적 고속도로 건설과 물의 개발 프로젝트들을 포함하였다.
2006년 웨스트버지니아주 입법부는 그해 2개의 갈라진 사고들에서 14명의 광부들이 사망한 후에 새로운 광산 안전 법률들을 통과시켰다. 이 법률들은 덪에 걸린 광부들을 위한 사재기 산소와 비상 사태에 책임적인 시간들을 향상시키는 데 요구되었다.

## 경제

### 서비스업
서비스업은 웨스트버지니아 주의 고용과 국내총생산의 가장 큰 부분들을 차지한다. 대부분의 서비스업은 주의 메트로폴리탄 지역들에 집중되어 있다.
주 정부의 사무소들은 주도인 찰스턴에 있다. 찰스턴은 또한 주의 주요 금융의 중심지이다. 미국 연방 수사국은 클락스버그에 큰 집합 단지를 가지고 있다. 서비스들은 또한 주의 빠르게 자라나는 정보 기술 부문을 포함한다. 많은 첨단 기술 상사들, 특히 컴퓨터와 관련된 회사들은 모건타운에서 웨스턴까지 각 주 간의 79 회랑에 집중되어 있다.
몇몇의 서비스업들은 주의 휴양 지역, 역사적의 유적과 다른 목적지들을 방문하는 관광객들로부터 이득을 얻는다. 많은 호텔, 식당과 소매상들은 찰스턴, 헌팅턴, 모건타운과 파커스버그 지역들에서 운영된다. 철도와 수상 교통은 주가 석탄, 화학물과 다른 산품을 생산지에서 시장들로 옮기는 이유로 주 경제에 주요 중요성이다.

### 제조업

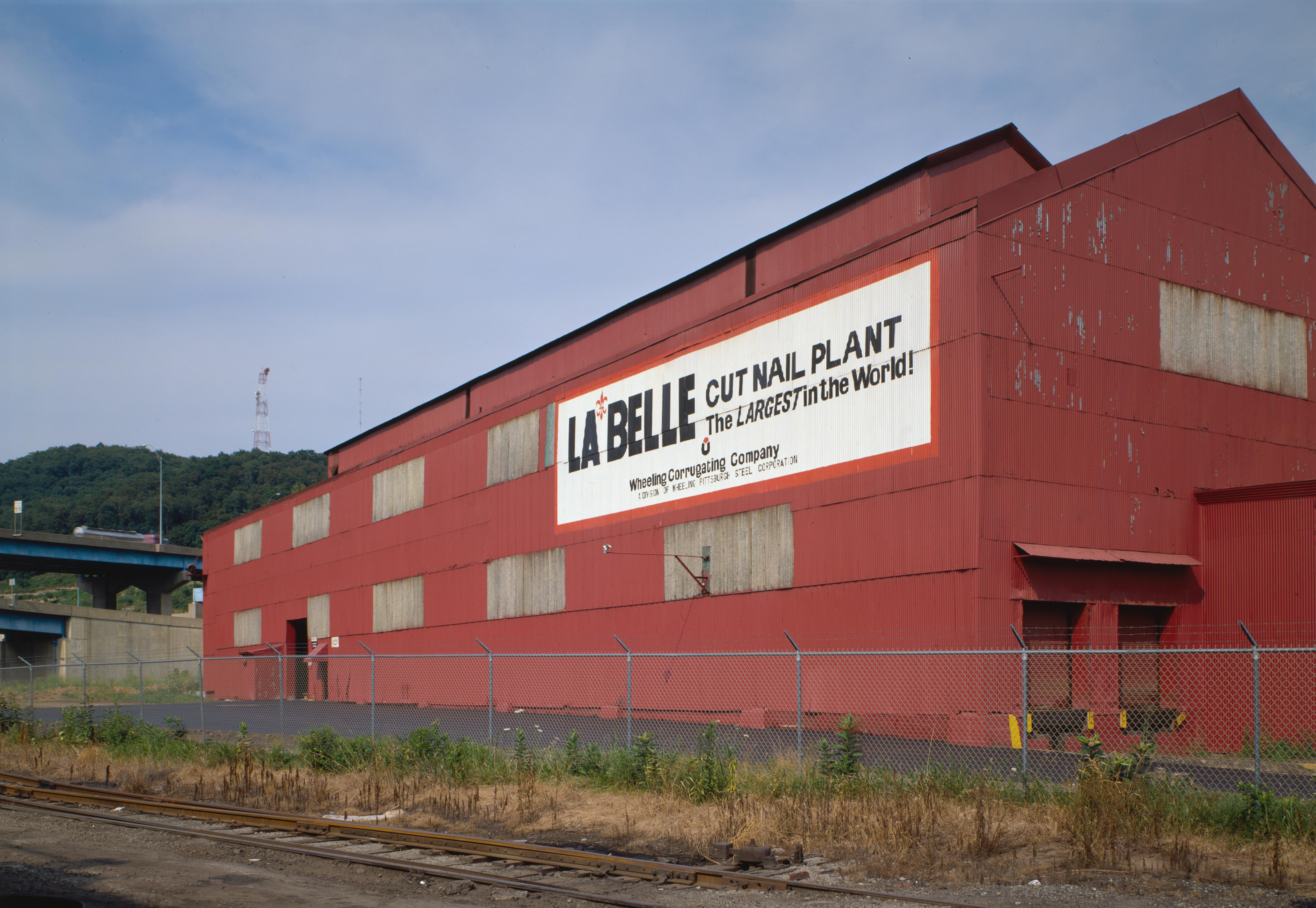
파커스버그에 있는 라벨 철공소

화학품은 웨스트버지니아 주의 지도적인 제조품이다. 화학 산업은 주로 카나화 강과 오하이오 강 유역에서 운영되고 있다. 그 산업은 석탄, 천연가스, 석유와 지방에서 찾아진 소금을 이용한다. 웨스트버지니아 주의 공장들은 산업적 화학품, 약품과 플라스틱을 만든다.
초기 금속, 교통 수단과 목재 제품들도 또한 중요한 제조품들이다. 제철 생산은 북부 팬핸틀, 특히 위어턴에 중심을 두고 있다. 주요 자동차 부품의 제조자들은 주에서 공장들을 운영한다. 카이저는 미사일과 우주 차량들을 생산한다. 많은 제재소들은 주의 중부와 동중부에서 운영된다.
웨스트버지니아 주에서 만들어지는 다른 제품들은 식품과 돌, 점토와 유리 제품들이다. 제과류와 정육품들은 주의 주요 생산품들이다. 주는 유리 제품과 도기류로 잘 알려졌다.

### 광업

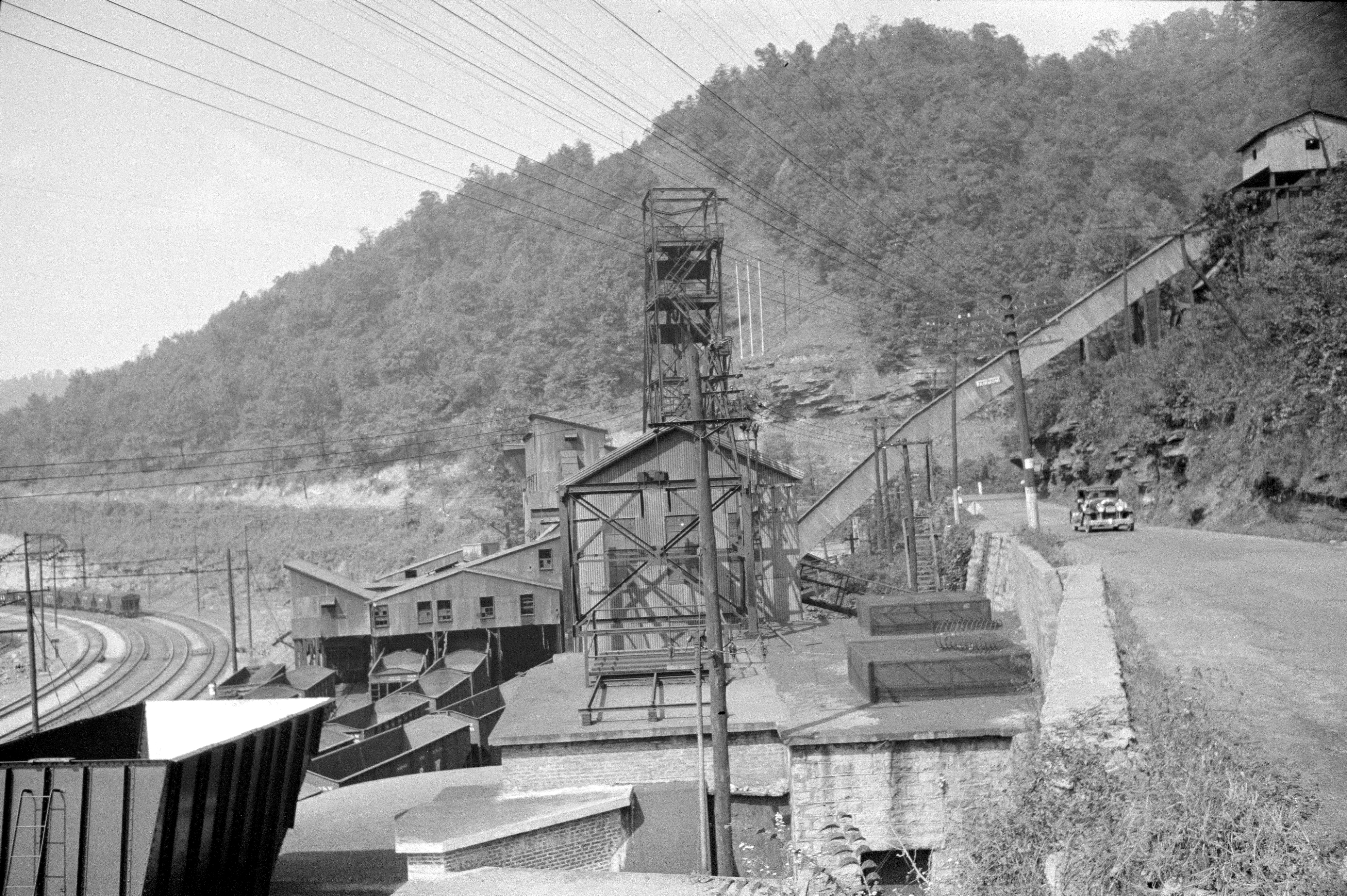
캐펄스 탄광

석탄은 웨스트버지니아 주의 주요 광물이다. 주는 석탄 생산에서 지도적인 주들 안에 랭킹으로 들어와있다. 석탄은 웨스트버지니아주 광업 소득의 대략 80 퍼센트를 차지한다. 역청탄은 주에서 체굴되는 석탄의 단 하나의 타입이다. 주의 대략 3분의 2가 바로 밑에 석탄이 있다. 웨스트버지니아 주의 남부는 가장 큰 석탄 보존 지역들이 있다. 석탄은 주의 카운티들의 대략 절반에서 체굴된다. 분, 카나화, 로건, 마샬, 밍고와 롤리 카운티들은 지도적인 생산지들이다.
주의 남부에서 온 석탄의 어떤 타입은 유황에서 낮은 편이다. 1990년 연방 공기 정화 법이 제정된 이래 이 석탄들은 높은 요구에 들어와 있었다.
석탄 회사들은 능률을 향상시키는 데 진보한 광업 기술의 증가하는 사용을 가졌다. 이 일은 적은 근로자들을 위한 필요함에 결과를 가져왔다. 어떤 웨스트버지니아 주의 탄광 지방들은 높은 실업률을 가졌다.
웨스트버지니아 주의 다른 광물로 천연가스는 가장 중요하다. 천연가스전들은 주의 서부의 대부분에 놓여있다. 비어진 천연가스전들은 루이지애나주, 오클라호마주와 텍사스주에서 온 가스를 위한 저장 장소들로 쓰인다.
주는 또한 깨진 돌, 석유 그리고 모래와 자갈을 체굴하기도 한다. 주의 북서부는 대부분의 석유를 생산한다. 석유는 가솔린, 연료 기름과 다른 제품들로 가공하기 위하여 뉴웰에 있는 정제소로 파이프로 보내진다. 깨진 돌은 주로 주의 동부에 있는 석회암의 체석장에서 왔다. 주의 모래와 자갈의 대부분은 오하이오 강에서 준설 운영에 의하여 얻어진다.

### 농업
농장 지대는 웨스트버지니아 주의 대략 4분의 1을 덮고 있다. 가축과 축산물은 웨스트버지니아주 농업 소득의 80 퍼센트 이상을 마련한다. 가금류와 가금품들은 주의 가장 가치적인 농산물이다. 닭은 지도적인 가금이다. 달걀과 칠면조도 또한 중요한 가금이다. 많은 주의 가금들은 주의 북동부에서 사육된다. 육우는 주의 두번째로 가장 가치적인 농산물이다. 많은 더욱 큰 소의 방목지들은 주의 동부에 놓여있다. 낙농제품도 또한 주를 위한 중요한 농장 소득이기도 하다.
수확물은 웨스트버지니아 주의 농장 소득의 어떤 부분을 차지한다. 건초와 온실과 종묘품들은 주의 지도적인 비축산물이다. 건초는 대부분 소의 사료로 쓰인다. 다른 수확물은 옥수수, 콩과 밀을 포함한다. 웨스트버지니아 주의 수확물들은 거의 동부 팬핸들에서 재배된다.
웨스트버지니아 주의 농부들은 또한 채소, 딸기류와 과일을 생산하기도 한다. 사과와 복숭아는 주의 지도적인 과일다.주의 동부의 대부분은 미국 동부에서 최고로 사과 재배 지방들 중의 하나이다. 웨스트버지니아 주의 농부들은 그라임스 골든과 골든 델리셔스 사과들을 재배하는 데 첫 농부들이 되었다.

## 주민
| 인구조사                      | 인구      | Note | %±    |
| ----------------------------- | --------- | ---- | ----- |
| 1790년                        | 55,873    |      | —     |
| 1800년                        | 78,592    |      | 40.7% |
| 1810년                        | 105,469   |      | 34.2% |
| 1820년                        | 136,808   |      | 29.7% |
| 1830년                        | 176,924   |      | 29.3% |
| 1840년                        | 224,537   |      | 26.9% |
| 1850년                        | 302,313   |      | 34.6% |
| 1860년                        | 376,688   |      | 24.6% |
| 1870년                        | 442,014   |      | 17.3% |
| 1880년                        | 618,457   |      | 39.9% |
| 1890년                        | 762,794   |      | 23.3% |
| 1900년                        | 958,800   |      | 25.7% |
| 1910년                        | 1,221,119 |      | 27.4% |
| 1920년                        | 1,463,701 |      | 19.9% |
| 1930년                        | 1,729,205 |      | 18.1% |
| 1940년                        | 1,901,974 |      | 10.0% |
| 1950년                        | 2,005,552 |      | 5.4%  |
| 1960년                        | 1,860,421 |      | −7.2% |
| 1970년                        | 1,744,237 |      | −6.2% |
| 1980년                        | 1,949,644 |      | 11.8% |
| 1990년                        | 1,793,477 |      | −8.0% |
| 2000년                        | 1,808,344 |      | 0.8%  |
| 2010년                        | 1,852,994 |      | 2.5%  |
| 2019 (추산)                   | 1,792,147 |      | −3.3% |
| 출처: 1910–2010 2019 Estimate |           |      |       |

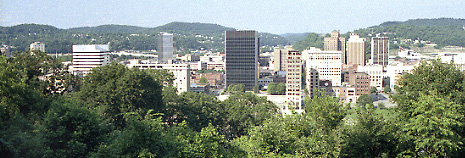
찰스턴의 스카이라인

2000년 미국 인구 조사국은 웨스트버지니아 주의 인구가 1,808,344명이라고 보고하였다. 인구는 1990년으로 본 1,793,477명에서 1 퍼센트 적게 증가되었다. 인구는 경제의 문제가 1980년대에 그 쇠퇴에 공헌한 후 1990년대에 다시 자라났다. 2000년 조사국에 의하면 웨스트버지니아 주는 50개의 주들 중에 인구에서 37위에 들어와 있다.
웨스트버지니아 주민들의 대략 55 퍼센트는 메트로폴리탄 지역들에 살고 있다. 웨스트버지니아 주에는 10개의 메트로폴리탄 지역들이 있다. 이 2개의 지역들은 웨스트버지니아주 안의 전체에 놓여있다. 8개의 메트로폴리탄 지역들은 주의 부분적으로, 그리고 1개 혹은 그 이상의 경계주들에 부분적으로 있다.
웨스트버지니아 주민들의 절반 이상은 도시 지역들에 산다. 주에는 대략 200개의 도시, 타운과 2,500명 이상의 인구를 가진 마을들이 있다. 그 많은 타운들은 한번은 탄광 타운들과 농장 지역들을 위한 교역의 중심지들이었다. 웨스트버지니아 주의 큰 도시들은 대지가 가장 적은 구릉성인 강 유역들에 놓여있다. 그들은 화학, 철강과 제철 산업의 중심지이다. 찰스턴, 헌팅턴, 파커스버그와 휠링이 가장 큰 도시들이다.
웨스트버지니아 주민의 거의는 미국에서 태어났다. 그들은 독일, 아일랜드, 영국과 아메리카 인디언 계통이며, 아프리카계 미국인은 주 인구의 3 퍼센트 이상을 차지한다. 1800년대 후반과 1900년대 초반에 많은 이민들이 주의 탄광에 일하러 웨스트버지니아 주에 왔다.